# Nelly Korda
Nelly Korda (* 28. Juli 1998 in Bradenton, Florida) ist eine US-amerikanische Golferin.
Sie spielt seit 2017 auf professioneller Ebene Golf in der LPGA Tour und hat zwei der größten Turniere – sogenannte Majors – für sich entscheiden können. Auf der LPGA-Tour gewann sie (Stand November 2024) seither 15 Turniersiege innerhalb dieser Tour. Korda gewann 2021 das olympische Golfturnier im Dameneinzel und wurde die dritte Olympiasiegerin in diesem Wettbewerb. Sie führte in ihrer Karriere mehrmals die Weltrangliste an, seit April 2024 aufgrund mehrerer Turniersiege in Folge mit großem Abstand.

## Leben
Korda ist die Tochter der ehemaligen tschechischen Profitennisspieler Petr Korda und Regina Rajchrtová. Auch ihr jüngerer Bruder Sebastian ist Tennisspieler, während ihre ältere Schwester Jessica seit 2011 als Golfspielerin auf der LPGA Tour unterwegs ist.
Nelly Korda begann als Amateurspielerin. 2013 schaffte sie den Cut bei den U.S. Women’s Open. 2016 begann sie ihre Karriere als Profispielerin auf der Symetra Tour. Die dabei erzielten Resultate erlaubten es ihr, ein Jahr später auf der LPGA Tour zu debütieren. 2018 gewann sie in Taoyuan auf Taiwan ihren ersten Tourtitel.
Am 27. Juni 2021 gewann sie mit der LPGA Championship erstmals ein Majorturnier. Es fand auf dem Gelände des Atlanta Athletic Club in Johns Creek statt. In der Finalrunde gelang Korda ein 4-unter 68 und sie gewann mit einer Differenz von drei Schlägen vor Lizette Salas. Mit diesem Sieg wurde Korda die Weltranglistenerste im Damengolf.
Im olympischen Golfturnier auf dem Kasumigaseki Country Club bei Tokio schuf sie sich am zweiten von vier Tagen mit -13 eine komfortable Ausgangslage. Die Führung konnte die US-Amerikanerin in der Folge behaupten. Sie siegte zwei Tage später mit insgesamt 267 Schlägen, was 17 unter Par bedeutete.
2024 gewann sie mit der Chevron Championship ihr zweites Major. Mit 26 Jahren hat sie damit bereits mehr als 12,6 Millionen US-Dollar Preisgeld erspielt. Damit liegt sie auf Rang 17 der Profigolferinnen.

## Erfolge
- 2018: LPGA Taiwan Championship
- 2019: Women’s Australian Open, Open de France Dames, LPGA Taiwan Championship
- 2021: Gainbridge LPGA at Boca Rio, Meijer LPGA Classic[3], LPGA Championship, Olympisches Golfturnier 2020 im Dameneinzel (Goldmedaille), Pelican Women’s Championship
- 2022: Pelican Women’s Championship, Aramco Team Series – Sotogrande
- 2023: Aramco Team Series – London
- 2024: LPGA Drive On Championship, Fir Hills Seri Pak Championship, Ford Championship, T-Mobile Match Day, The Chevron Championship, Mizuho Americas Open, The Annika